# Khok Phlap
Khok Phlap (Thai: โคกพลับ) ist ein archäologischer Fundplatz in der Zentralebene von Thailand zwischen den Flüssen Chao Phraya und Mae Klong.

## Lage und Grabungsgeschichte
Khok Phlap liegt in Tambon Pho Hak, Amphoe Bang Phae, Provinz Ratchaburi. 
Der thailändische Archäologe Sod Daeng-iet führte 1978 auf einer Fläche von rund 1,5 Hektar Grabungen durch und entdeckte verschiedene menschliche Gräber.

## Funde
In den Gräbern fand man Tongefäße sowie Armreifen aus Bronze, Schildkrötenpanzern, Stein und Knochen. Einige Krüge waren gefüllt mit Krustentieren. Bronzene Speer- und Pfeilköpfe wurden gefunden, die auf Funde in Ban Chiang und Ban Na Di hinweisen. Radiokohlenstoffdatierungen wurden nicht aufgenommen oder veröffentlicht, doch sind viel materielle Objekte offenbar zur gleichen Zeit wie Nong Nor entwickelt.